# سایانوگورسک
شهر سایانوگورسک (به روسی: Саяногорск) در کشور روسیه و در جمهوری خاکاسیا واقع شده‌است.